# Trinidad e Tobago nos Jogos Pan-Americanos de 2023
Trinidad e Tobago competiu nos Jogos Pan-Americanos de 2023 em Santiago, no Chile, de 20 de outubro a 5 de novembro de 2023. Foi a 18.ª aparição do país nos Jogos Pan-Americanos, tendo participado de todas as edições desde a estreia dos Jogos, exceto em 1959.

## Competidores
Abaixo está a lista do número de competidores (por gênero) participando dos jogos por esporte/disciplina.
| Esporte              | Masculino | Feminino | Total |
| -------------------- | --------- | -------- | ----- |
| Basquetebol          | 4         | 0        | 4     |
| Canoagem             | 2         | 0        | 2     |
| Ciclismo             | 4         | 2        | 6     |
| Ginástica            | 1         | 1        | 2     |
| Hóquei sobre a grama | 0         | 16       | 16    |
| Tênis de mesa        | 0         | 1        | 1     |
| Total                | 11        | 20       | 31    |

## Basquetebol
3x3

### Masculino
Trinidad e Tobago classificou uma equipe masculina (de 4 atletas) após terminar em quarto na Copa América de Basquetebol 3x3 Masculino de 2022.
Sumário
| Team                        | Event     | Fase preliminar      | Fase preliminar      | Fase preliminar      | Fase preliminar      | Fase preliminar      | Fase preliminar | Semifinal            | Final / MB / Po.     | Final / MB / Po. |
| Team                        | Event     | Adversário Resultado | Adversário Resultado | Adversário Resultado | Adversário Resultado | Adversário Resultado | Posição         | Adversário Resultado | Adversário Resultado | Posição          |
| --------------------------- | --------- | -------------------- | -------------------- | -------------------- | -------------------- | -------------------- | --------------- | -------------------- | -------------------- | ---------------- |
| Trinidad e Tobago masculino | Masculino |                      |                      |                      |                      |                      |                 |                      |                      |                  |

## Canoagem

### Velocidade
Trinidad e Tobago classificou um total de dois canoístas de velocidade (dois homens).
Masculino
| Atleta | Evento     | Eliminatória | Eliminatória | Semifinal | Semifinal | Final | Final   |
| Atleta | Evento     | Tempo        | Posição      | Tempo     | Posição   | Tempo | Posição |
| ------ | ---------- | ------------ | ------------ | --------- | --------- | ----- | ------- |
|        | K-1 1000 m |              |              |           |           |       |         |
|        | K-1 500 m  |              |              |           |           |       |         |

## Ciclismo
Trinidad e Tobago qualificou 6 ciclistas (4 homens e 2 mulheres).

### Estrada
| Atleta | Evento                            | Tempo | Posição |
| ------ | --------------------------------- | ----- | ------- |
|        | Estrada contra o relógio feminino |       |         |

### Pista
Velocidade
| Atleta | Evento               | Classificação | Classificação | Oitavas-de-final | Repescagem 1     | Quartas-de-final     | Semifinais           | Final                | Final   |
| Atleta | Evento               | Tempo         | Posição       | Adversário Tempo | Adversário Tempo | Adversário Resultado | Adversário Resultado | Adversário Resultado | Posição |
| ------ | -------------------- | ------------- | ------------- | ---------------- | ---------------- | -------------------- | -------------------- | -------------------- | ------- |
|        | Individual masculino |               |               |                  |                  |                      |                      |                      |         |
|        |                      |               |               |                  |                  |                      |                      |                      |         |
|        | Equipe masculina     |               |               | —                | —                | —                    | —                    |                      |         |

Keirin
| Atleta | Evento    | Eliminatórias | Repescagem | Final   |
| Atleta | Evento    | Posição       | Posição    | Posição |
| ------ | --------- | ------------- | ---------- | ------- |
|        | Masculino |               |            |         |

Omnium
| Atleta | Evento    | Scratch race | Scratch race | Corrida por tempo | Corrida por tempo | Corrida de eliminação | Corrida de eliminação | Corrida por pontos | Corrida por pontos | Total  | Total   |
| Atleta | Evento    | Pontos       | Posição      | Pontos            | Posição           | Pontos                | Posição               | Pontos             | Posição            | Pontos | Posição |
| ------ | --------- | ------------ | ------------ | ----------------- | ----------------- | --------------------- | --------------------- | ------------------ | ------------------ | ------ | ------- |
|        | Masculino |              |              |                   |                   |                       |                       |                    |                    |        |         |
|        | Feminino  |              |              |                   |                   |                       |                       |                    |                    |        |         |

## Ginástica

### Artística
Trinidad e Tobago qualificou dois ginastas (um homem e uma mulher) através do Campeonato Pan-Americano de 2023.
Masculino
| Atleta | Evento           | Qualificação | Qualificação | Qualificação | Qualificação | Qualificação | Qualificação | Total | Posição |
| Atleta | Evento           | S            | CA           | A            | Sa           | BP           | BF           | Total | Posição |
| ------ | ---------------- | ------------ | ------------ | ------------ | ------------ | ------------ | ------------ | ----- | ------- |
|        | Individual geral |              |              |              |              |              |              |       |         |

Legenda de classificação: Q = Qualificado para a final por aparelhos
Feminino
| Atleta | Evento           | Qualificação | Qualificação | Qualificação | Qualificação | Total | Posição |
| Atleta | Evento           | Sa           | BA           | TE           | S            | Total | Posição |
| ------ | ---------------- | ------------ | ------------ | ------------ | ------------ | ----- | ------- |
|        | Individual geral |              |              |              |              |       |         |

Legenda de classificação: Q = Qualificada para a final por aparelhos

## Hóquei sobre grama

### Feminino
Trinidad e Tobago classificou uma equipe feminina (de 16 atletas) após terminar em 6º na Copa Pan-Americana de 2022.
Sumário
| Equipe                     | Evento   | Fase preliminar      | Fase preliminar      | Fase preliminar      | Fase preliminar | Quartas-de-final     | Semifinal            | Final / MB / Po.     | Final / MB / Po. |
| Equipe                     | Evento   | Adversário Resultado | Adversário Resultado | Adversário Resultado | Posição         | Adversário Resultado | Adversário Resultado | Adversário Resultado | Posição          |
| -------------------------- | -------- | -------------------- | -------------------- | -------------------- | --------------- | -------------------- | -------------------- | -------------------- | ---------------- |
| Trinidad e Tobago feminino | Feminino |                      |                      |                      |                 |                      |                      |                      |                  |

## Tênis de mesa
Trinidad e Tobago qualificou uma mesatenista através do Evento de Qualificação Especial.
Feminino
| Atleta | Evento     | Fase de grupos       | Fase de grupos       | Fase de grupos       | Fase de grupos | Primeira rodada      | Segunda rodada       | Quartas-de-final     | Semifinal            | Final / MB           | Final / MB |
| Atleta | Evento     | Adversário Resultado | Adversário Resultado | Adversário Resultado | Posição        | Adversário Resultado | Adversário Resultado | Adversário Resultado | Adversário Resultado | Adversário Resultado | Posição    |
| ------ | ---------- | -------------------- | -------------------- | -------------------- | -------------- | -------------------- | -------------------- | -------------------- | -------------------- | -------------------- | ---------- |
|        | Individual | —                    | —                    | —                    | —              |                      |                      |                      |                      |                      |            |